# Schefflera hitchcockii
Schefflera hitchcockii là một loài thực vật có hoa trong Họ Cuồng cuồng. Loài này được (Lasser & Maguire) Maguire, Steyerm. & Frodin miêu tả khoa học đầu tiên năm 1984.